# ألبوزانو (بافيا)
ألبوزانو (بالإيطالية: Albuzzano) هي بلدة تقع في مقاطعة بافيا بإقليم لومبارديا في شمال إيطاليا. تبلغ مساحة هذه المدينة 15.3 (كم²)، وترتفع عن سطح البحر 76 م، بلغ عدد سكانها 2500 نسمة في عام 2004 حسب إحصاء المعهد الوطني للإحصاء.

## السكان
تطور النمو السكاني لـ ألبوزانو (بافيا)

## وصلات خارجية
- الموقع الرسمي